# DEViANCE

DEViANCE ASCII logo by Strick9.
Source: DEV-U4DV.NFO，screenshot from pftp viewing deviance.nfo

DEViANCE是一个地下游戏破解组织，成立于1999年1月1日。在Topsite上发布破解和完整的PC游戏ISO镜像。组织的成立者是CyberNaj。
DEViANCE以破解和发布有名气的软件而出名。一个很好的例子是他们发布了虚幻2004，而时间竟然比官方发布早了24小时，官方发布的时间是2004年3月16日。
DEViANCE也发布游戏单独破解，升级补丁破解、作弊器、注册机等（通常术语叫DOX）。

## 告别
在2006年12月25号DEViANCE决定停止所有活动。引用DEViANCE官方的说明“"...and allot of people who spend more time in writing articles in forums instead to get something done, forces me to make this decision to protect the name and the honour some of our productions earned in the past.”
DEViANCE停止活动之前的成员有（不包括退休的）：Anesthetic, Vigo, Ghandy, TMB ( SCX DVN Times ), DocD, Interpol, Core, Sir Truck, Hobby1, Wodka, Keito, AM-FM and Gopher.
然而，DEViANCE曾经声明，如果有人愿意接管这个小组，也许DEViANCE还能继续下去。

## 历史
- DEViANCE的前身是DVNiSO，the PC ISO division of DiViNE。
- DEViANCE在2006年底停止活动，然后改名为HATRED活动了一段时间。

## 著名作品
- 彩虹六号：禁闭
- 孤岛惊魂
- 四海兄弟：失落的天堂
- 使命召唤 (游戏)使命召唤
- 使命召唤2
- 极品飞车：地下狂飙
- 命令与征服：将军（和将军之零点行动资料片）
- 虚幻2004
- 雷神之锤4
- 黑与白2
- 无冬之夜
- 罗马：全面战争
- 魔兽争霸III：冰封王座
- 恐惧杀手